# Cabas-Loumassès
Cabas-Loumassès (Gascons: Cabàs e Lo Massès) is een plaats en voormalige gemeente in het Franse departement Gers in de regio Occitanie en telt 50 inwoners (2009). Cabas-Loumassès maakt deel uit van het kanton Masseube in het arrondissement Mirande.

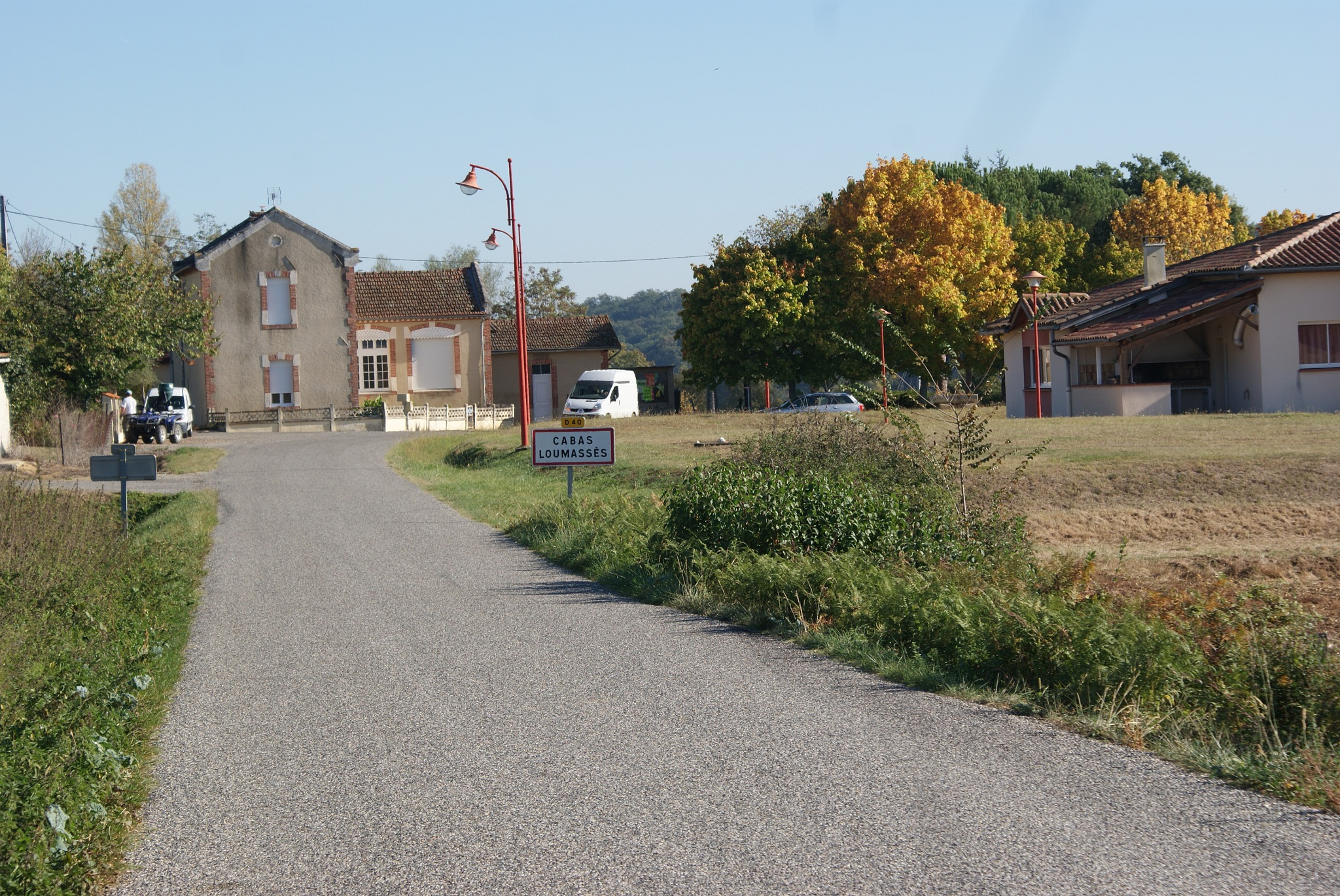
De D40 in het dorp.

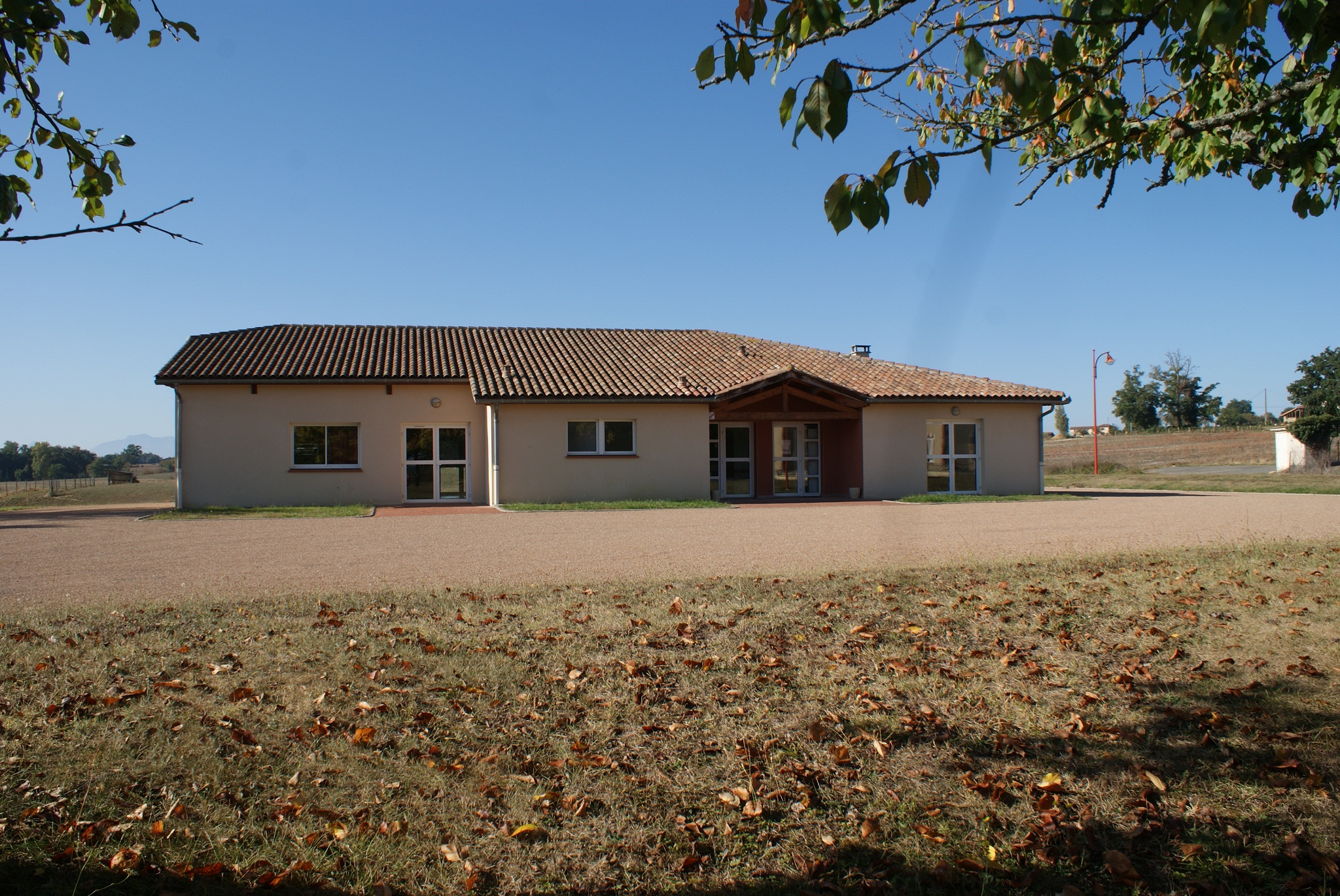
De feestzaal.

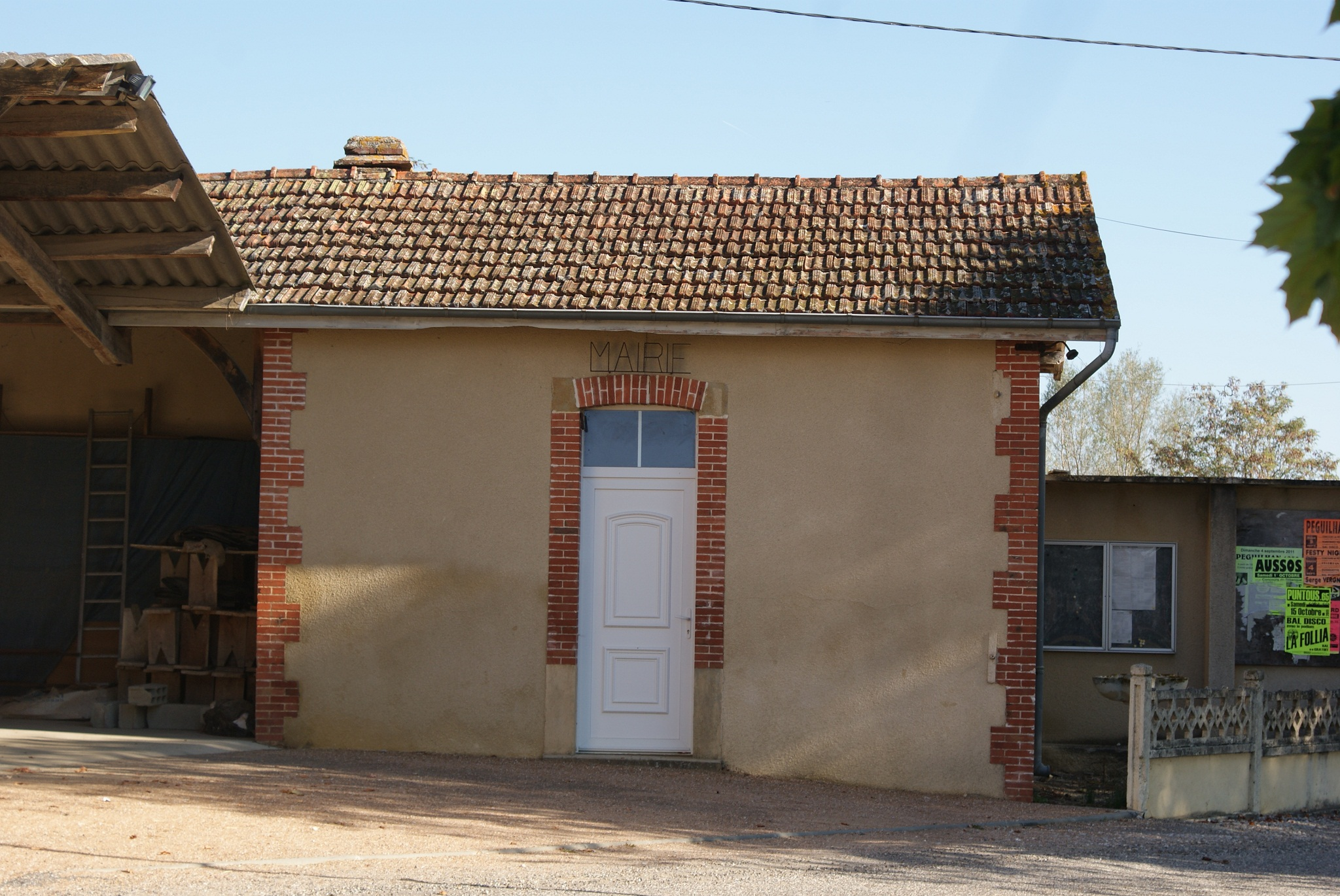
Het gemeentehuis.

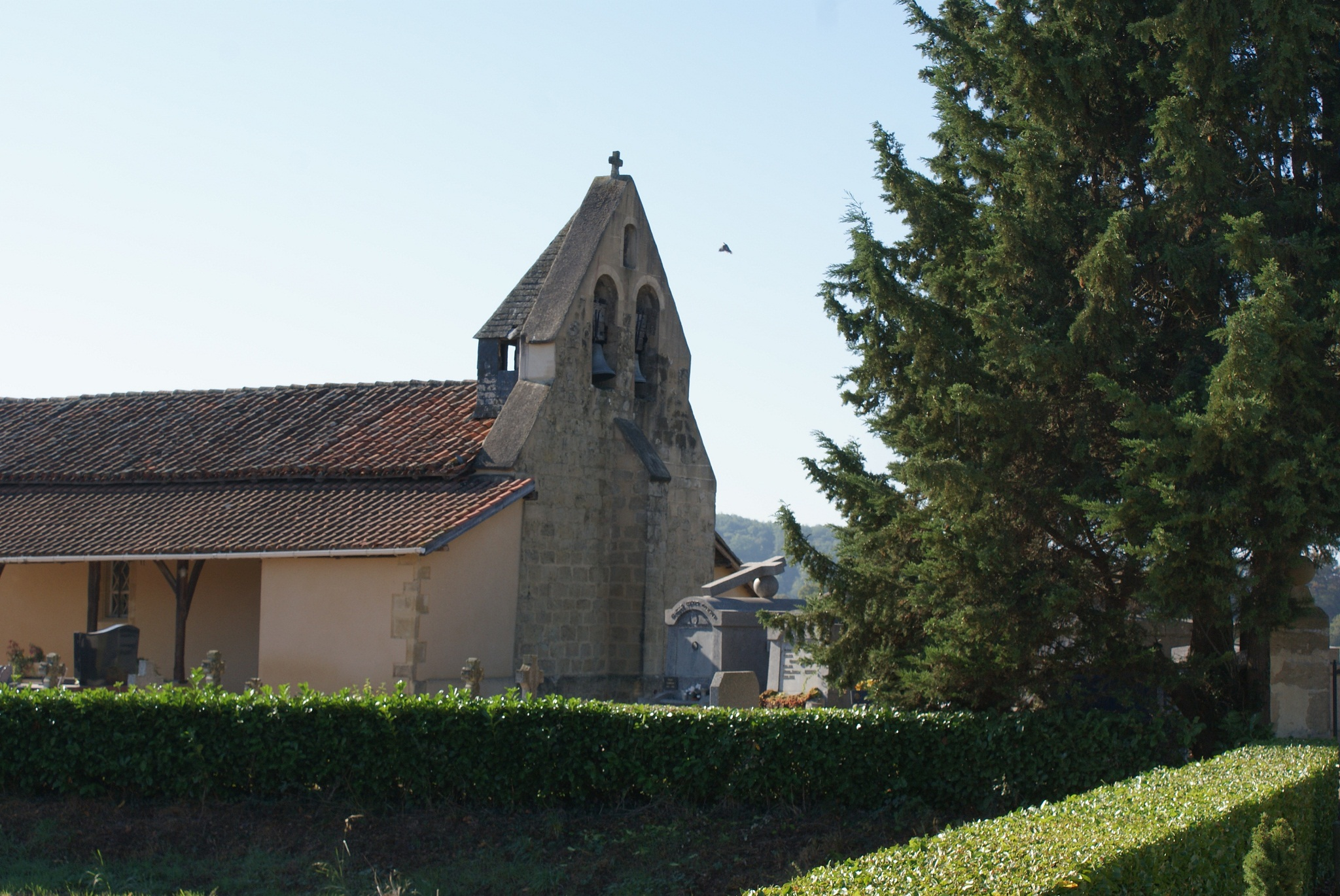
De kerk.

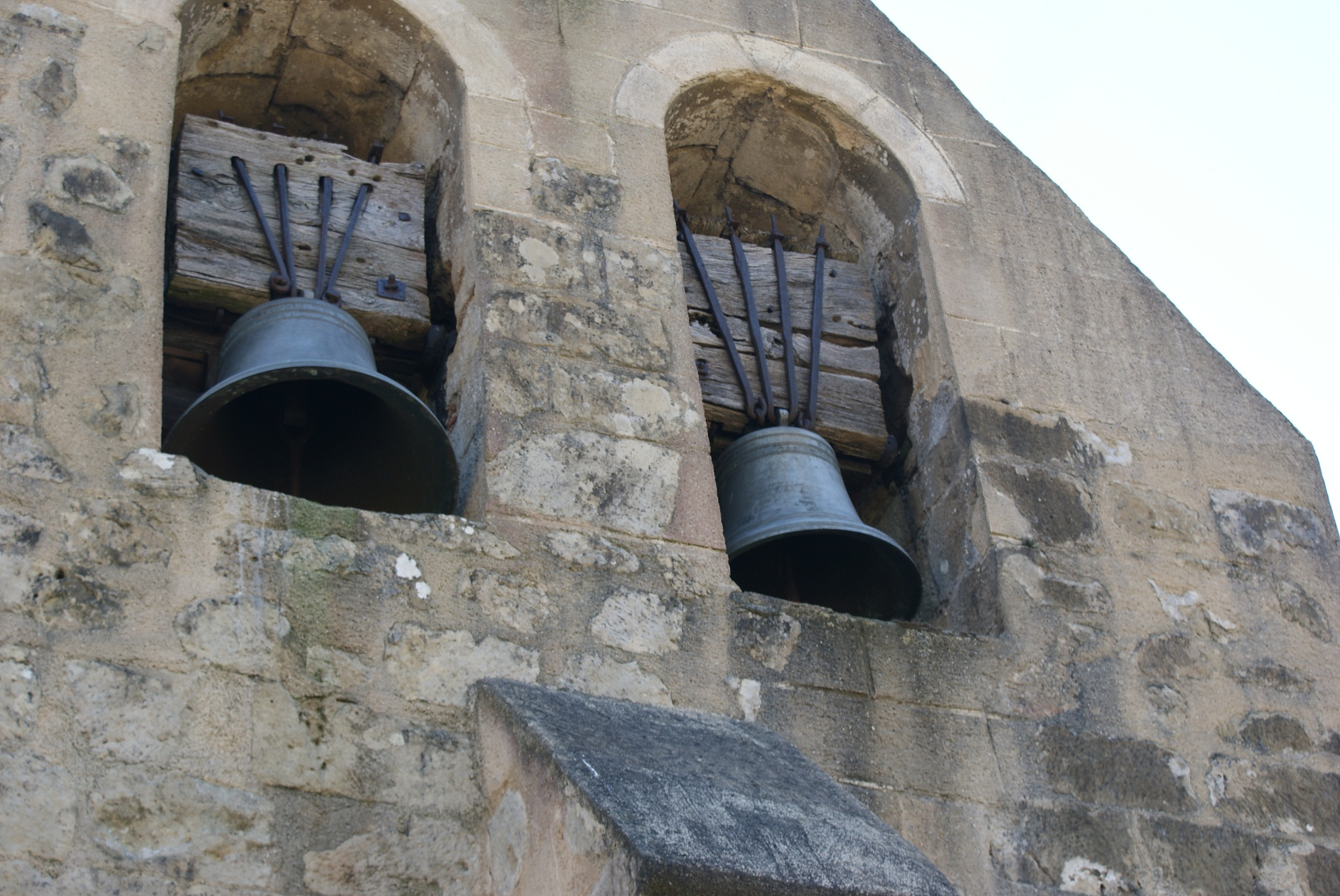
De klokkenmuur van de kerk.

## Geschiedenis
In 1140 komt de naam Cabas voor het eerst in een document voor. Aan het einde van de XIIe eeuw gaf de heer van Cabas Bertrand Cadolhe opdracht om van het dorp een bastide te maken. Op 16 juni 1296 werd trouw gezworen aan de graaf van Astarac. Waar het dorp eerst onder de naam Ste Grace bekendstond werd het vanaf toen Cabas genoemd. In de XIVe eeuw werd de kerk van Loumasses op verzoek van de heer van Lomasses ingezegend door de bisschoppen van Lombez, Comminges, Couserans, Tarbes en Aire.
Cabas en Loumassès waren tot ze in 1821 werden samengevoegd zelfstandige gemeenten. De beschermheilige van Cabas is Johannes de Doper en die van Loumasses is Sint-Catharina.
Op 1 januari 2025 fuseerden Cabas-Loumassès, Monbardon, Saint-Blancard en Sarcos tot de commune nouvelle Cap d'Astarac.

## Het huidige dorp
Cabas-Loumassès ligt aan de D40. De Arrats de devant stroomt door de gemeente. Er is een kerk met een Spaanse klokkentoren. Bij de entree staan de jaartallen 1766 en 1863. Er is een gemeentehuis en een feestzaal. Tegenover de feestzaal staat een kruis en een monument voor de gevallenen. Bij de feestzaal zijn jeu de boule banen. De commune is lid van Les Hautes Vallées. Het dorp valt onder de VVV (fr. l'office de tourisme) van Masseube.

#### De nabije omgeving
De onderstaande figuur toont de Cabas-Loumassès omringende communes.

#### Geografie
De oppervlakte van Cabas-Loumassès bedraagt 4,0 km², de bevolkingsdichtheid is dus 12,5 inwoners per km².
De onderstaande kaart toont de ligging van Cabas-Loumassès met de belangrijkste infrastructuur en aangrenzende gemeenten.

#### Demografie
Onderstaande figuur toont het verloop van het inwonertal (bron: INSEE-tellingen
).

Cabas · Loumassès · Monbardon · Saint-Blancard · Sarcos